# Rurschiene
Rurschiene ist der Name des von Norden nach Süden entlang der Rur im Kreis Düren verlaufenden zusammenhängenden Wirtschaftsraumes. Sie verläuft durch die Gemeinden und Städte Linnich, Jülich, Inden (Rheinland), Niederzier, Düren und Kreuzau (von Norden nach Süden). 